# Paris–Longwy
Das Straßenradrennen Paris–Longwy war ein französischer Radsportwettbewerb für Berufsfahrer, der als Eintagesrennen von 1924 bis 1929 von der französischen Hauptstadt Paris nach Longwy im Département Meurthe-et-Moselle veranstaltet wurde. Das Rennen hatte sechs Austragungen.

## Palmarès
- 1924  Theo Wynsdau
- 1925  Julien Delbecque
- 1926  Denis Verschueren
- 1927  Nicolas Frantz
- 1928  Jean-Pierre Engel
- 1929  Jef Demuysere